# مدرسة كامبريدج الدولية للبنات
مدرسة كامبردج الدولية للبنات هي مدرسة دولية خاصة للبنات في الدوحة، قطر وتخدم من الصف 1 إلى الصف 11. تدير مجموعة طالب المدرسة.